# Коньово (Панкрушихинський район)
Коньо́во (рос. Конёво) — село у складі Панкрушихинського району Алтайського краю, Росія. Входить до складу Подойниковської сільської ради.

## Населення
Населення — 181 особа (2010; 245 у 2002).
Національний склад (станом на 2002 рік):
- росіяни — 98 %